# 장지민
장지민(영어: Rachel, 1987년 1월 9일~)은 대한민국의 대학 교수, 여성 기업인이자 크리에이티브 디렉터이다. 계원예술대학교 겸임교수로 재직중이며, 비주얼 컨텐츠 분야의 전문 브랜딩 기업인 아트 크리에이티브웍스의 크리에이티브 겸 아크 엔터테인먼트의 대표로 활동중이다.

## 생애
장지민(레이첼)은 대한민국 출신의 크리에이티브 디렉터이자, 아크 크리에이티브 웍스의 창립자이다. 2010년도부터 YG, SM, 하이브 같은 주요 엔터테인먼트 회사에서 경력을 쌓으며, K-pop 비주얼 제작 시스템과 디자인 컨설팅 분야에서 전문성을 인정받았다.
2010년 SM 엔터테인먼트에서 샤이니, 보아, 소녀시대 등 아티스트의 프로젝트를 민희진 팀의 주니어 비주얼 디렉터로 진행했고, 2011년부터는 YG 엔터테인먼트에서 블랙핑크, WINNER, 이하이 등의 아티스트 데뷔 비주얼 브랜딩을 담당했다. 개명 전 이름은 장예지로, YG엔터테인먼트에서 재직시절에는 소속 아티스트 크레딧의 많은 부분에 장지민 대신 장예지라는 이름으로 올라가 있다.
2017년부터는 경력을 쌓기 위해 Starbucks Coffee Korea, Lunit과 같은 다양한 기업에서 근무했고, HYBE를 마지막으로 퇴사한 이후로 아크 크리에이티브웍스(ARC Creativeworks)를 설립하였다. 이후 국내외 중소 및 대형 엔터테인먼트사에 비주얼 및 디자인 시스템 컨설팅을 제공하며 활발히 활동 중이다. 최근에는 K-pop의 흥행과 더불어 일본의 대형 엔터테인먼트 회사 AVEX에서 처음으로 제작한 걸그룹 XG와 보이그룹 ONE OR EIGHT의 비주얼 크리에이티브 총괄로 크리에이티브 디렉팅과 데뷔 앨범 전반 비주얼 브랜딩 프로젝트를 진행했다.
장지민은 K-pop 비주얼 정체성을 각국의 문화와 시장에 맞춰 맞춤형으로 적용하는 비주얼 시스템 구축에 주력하며, 이를 통해 전문가 양성 및 예술 분야의 발전에 기여하고 있다. 2019년부터는 계원예술대학교 디지털미디어디자인과에서 겸임교수로 근무를 이어가고 있다.  또한, 여러 대학과 교육 플랫폼에서 강연자로 활동하며 K-pop 및 엔터테인먼트 디자인에 대한 강의를 이어가고 있다. 2023년에는 자신의 비주얼 브랜딩 경험을 담은 저서 비주얼 브랜딩의 비밀을 출간했고, 엔터테인먼트에서 디자인 뿐만 아니라 컨셉기획, 아티스트 비주얼 및 포지셔닝 관리 등 비주얼에 관련된 모든 프로덕션을 관리하는 디렉터로서 활동하고 있다.
2024년에는 소스뮤직 연습생 출신 일본인 하린(하라다 린)을 영입하여, 아크 엔터테인먼트를 설립하였으며 배우나 소속 아티스트의 브랜딩에 특화된 엔터테인먼트로 운영을 하고 있다.

## 경력
- ARC ENTERTIANMENT 대표 (2024~)
- 아크 크리에이티브웍스 크리에이티브 디렉터, 대표 (2020~)
- 계원예술대학교 디지털미디어디자인과 겸임교수 (2019~)
- HYBE IPX Product Design Lead (2023~2024)
- 루닛 디자인총괄 (2019~2022)
- 스타벅스커피코리아 아트디렉터 (2016~2019)
- YG엔터테인먼트 비주얼디렉터 (2011~2016)
- SM엔터테인먼트 디자이너 (2010~2010)
- Mammal Guns Melbourne 디자이너 (2009)

## 활동
- 2024 IU ’Twitty Bird’ 콜라보레이션 캐릭터 디자인[2]
- 2024 ONE OR EIGHT (AVEX) 데뷔 브랜딩[3]
- 2022 XG 데뷔 브랜딩
- 2021 J.Fla ‘Bedroom Singer’ 오리지널 IP 리브랜딩[4]
- 2016 블랙핑크 데뷔 비주얼 브랜딩[5]
- 2014 PSY 강남스타일 앨범 디자인 참여[6]
- 2014 PSY 썸머스탠드 흠뻑쇼 디자인[7]
- 2014 WINNER 데뷔 앨범 '2014 S/S'
- 2014 2NE1 ‘Crush’ 앨범[8]
- 2011 YG FAMILY 15th Anniversary Key Design[9]
- 2015 Leehi ’1,2,3,4’[10]
- 2016 GD ‘One of a kind’ 앨범 및 콘서트 디자인[11]
- 2016 YG 연기자 채널 YG STAGE 비주얼 크리에이티브 디렉팅[12]
- 2018 Starbucks Pantone Planner 디자인[13]
- 2018 Starbucks Cherry Blossom MD 디자인[14]
- 2018 Starbucks New Year MD 디자인[15]
- 2018 Starbucks 한글날 MD 디자인[16]

## 수상
- 2020 Lunit Reddot Design Award. 프로덕트 디자인 부문 본상 수상
- 2015 WINNER 데뷔 앨범 ‘2014 S/S’ : 아이돌 최초 레드닷 브랜딩 부문 본상 수상[17]
- 2015 2NE1 ‘Crush’ 앨범 : 레드닷 패키지 디자인 부문 본상 수상[18]

## 저서
- 비주얼 브랜딩의 비밀(퍼스널 브랜딩 시대, 나만의 브랜드 메시지를 각인시키는 콘셉트와 스타일) (라온북 출간 2023.03.23.)[19][20]